# Frostating

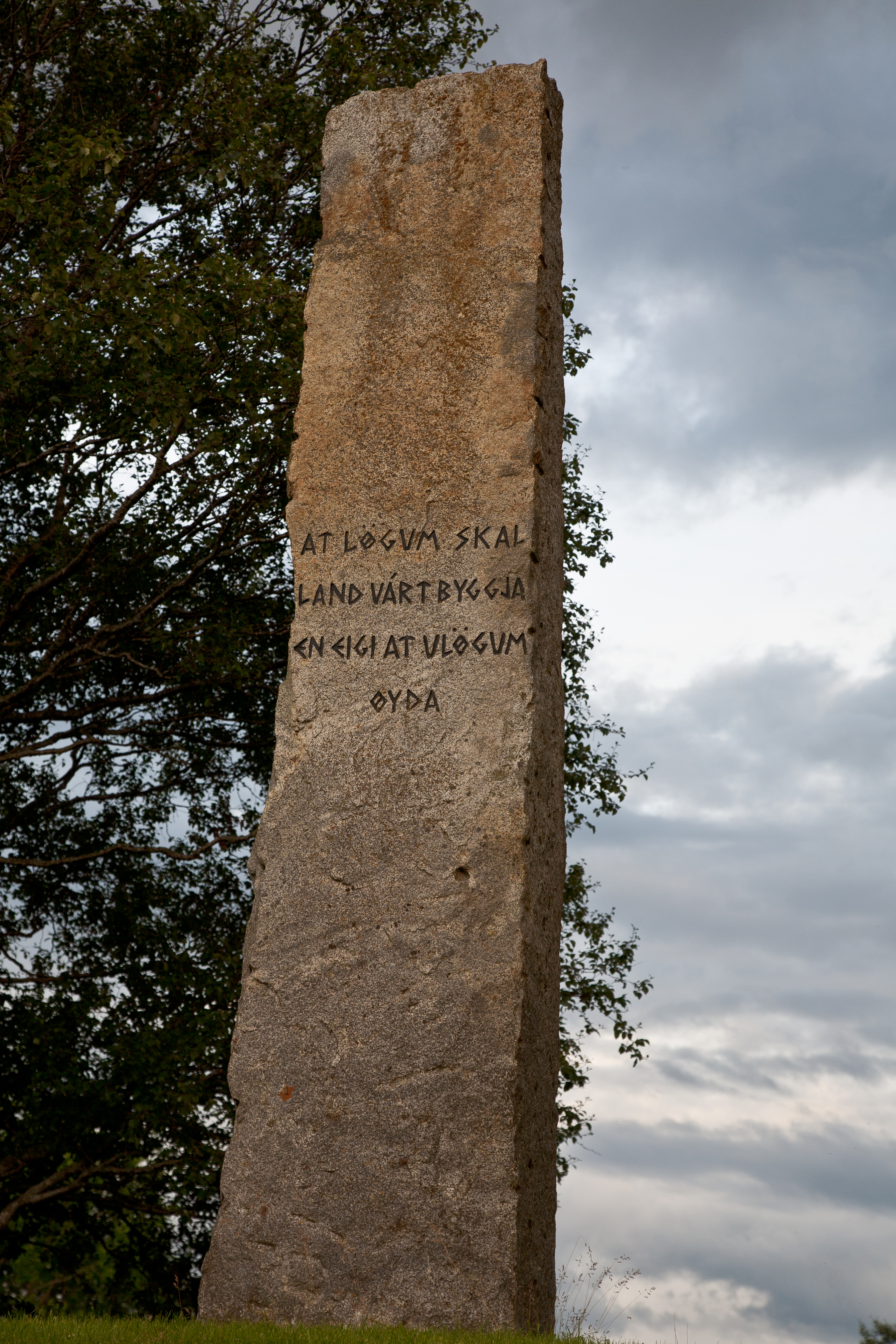
Monumento a las antiguas leyes noruegas en Frosta.

 Frostating o Frostathing (nórdico antiguo: Frostuþing) es uno de los códices legales más antiguos de Noruega (c. 1260). Su nombre deriva de la antigua corte judicial Frostatinget de Frosta que estaba vigente en la mayor parte del territorio noruego. Estaba compuesto por los fylki («pequeños reinos») de Trøndelag (þróndlalog). El concepto de la ley se resume en una sola frase de su contenido:
at lögum skal land várt byggja en eigi at ulögum øyða («con la ley nuestra tierra será construida, y no desolada por falta de ley»), cita que aparece en el monumento memorial de Frosta.

## Historia
Frostathing no es la ley más antigua, pues hay un precedente con Eidsivating y Gulating. Más tarde apareció Borgarting de Olaf II el Santo (r. 1015-1028) pero el Frostathing es la que mejor se ha preservado, las anteriores solo han sobrevivido las secciones del derecho canónico. Junto a la ley de Bjarkøy son referencia de las denominadas leyes provinciales.
La versión que ha llegado hasta nuestros días procede del reinado de Håkon Håkonsson (1217-1263), quien aportó en el primer capítulo unas enmiendas introductorias, aunque algunas partes de la ley son cientos de años más antiguas que dichas enmiendas. Las leyes se memorizaban por un lagman y se citaban de forma oral en los thing (asambleas de hombres libres). La primera mención aparece en las sagas nórdicas de Snorri Sturluson, un compendio conocido como Heimskringla, específicamente en Hákonar saga Hákonarsonar. Snorri también hace referencia al papel póstumo de Olaf II. Fue en 1280 que el thing noruego adoptó la ley y Magnus I de Noruega ordenó que fueran escritas, conociéndose como Graugans («ganso gris»), pero algo diferentes a la islandesa Gragás. Lay ley fue modificándose progresivamente con el tiempo, y uno de los más importantes acontecimientos en la evolución de la ley noruega fue la aportación de Magnus IV de Noruega (r. 1263-1280), que fue apodado por ello lawmender («enmendador de leyes»).
La versión de Håkon Håkonsson se conoce como Codex Resenianus. En noruego moderno se publicó en Norges gamle Love (I, 121-258) como Den ældre Frostathings-Lov. Una versión en nynorsk fue publicada en 1994.

## Ley canónica
Las secciones que tratan sobre la Iglesia parece que proceden de una compilación más antigua conocida como Gullfjǫðr («pluma dorada») del arzobispo Eysteinn Erlendsson, quien buscó acercar las leyes eclesiásticas noruegas en línea con la ley canónica de Graciano el Joven.